# Bombylius mus
Bombylius mus är en tvåvingeart som beskrevs av Jacques-Marie-Frangile Bigot 1862. Bombylius mus ingår i släktet Bombylius och familjen svävflugor. Inga underarter finns listade i Catalogue of Life.